# Nikola Đurđić
Nikola Đurđić (in serbo Никола Ђурђић?; Pirot, 1º aprile 1986) è un ex calciatore serbo, di ruolo attaccante.

## Carriera

### Club
Đurđić iniziò la carriera in patria, militando prima nel Radnički Pirot e successivamente nel Voždovac. Nel 2009 passò allo Haugesund, squadra militante nell'Adeccoligaen. Debuttò per il nuovo club il 5 aprile dello stesso anno, nel pareggio per due a due in casa del Tromsdalen. Il 13 aprile realizzò la prima rete della sua carriera in Norvegia, siglando il momentaneo uno a zero sul Kongsvinger (il match si concluse poi con un successo dello Haugesund per quattro a uno). Segnò 10 reti in venticinque apparizioni e contribuì così al successo finale in campionato della sua squadra e alla conseguente promozione.
Il 13 marzo 2010 esordì nella Tippeligaen, massima divisione del campionato norvegese: subentrò infatti a Thomas Sørum nel pareggio per zero a zero in casa del Brann. Il 5 aprile realizzò una rete nel successo per cinque a uno dello Haugesund sullo Hønefoss. Concluse il campionato con 12 reti in 27 apparizioni. Il 20 agosto 2012, dopo aver rinnovato il contratto che lo legava allo Haugesund per altri due anni e mezzo, passò in prestito con diritto di riscatto agli svedesi dell'Helsingborg.
Il 17 dicembre 2012, fu annunciato il suo trasferimento – a titolo definitivo – ai tedeschi del Greuther Fürth, con l'accordo che sarebbe stato valido dal 1º gennaio successivo. Giocò la seconda metà di stagione in Bundesliga, poi fece un anno in seconda serie a causa della retrocessione subita dalla squadra. Tornò nel massimo campionato tedesco nella stagione 2014-2015 con il trasferimento all'Augsburg. Il 17 luglio 2015 passò in prestito fino al 31 dicembre al Malmö FF, con cui ebbe modo di giocare nella fase a gironi della UEFA Champions League. Il 1º febbraio 2016 venne girato ancora in prestito, questa volta al Fortuna Düsseldorf, dove contribuì ad evitare la retrocessione in terza serie con 2 gol in 12 partite.
Il 21 giugno 2016, Đurđić tornò in Serbia per militare nel Partizan. Firmò un biennale e scelse il 40 come numero di maglia.
Rimase al Partizan fino al 31 gennaio 2017, giorno in cui venne ceduto per circa 100.000 euro ai danesi del Randers, che identificarono in lui il sostituto del partente Mikael Ishak. Nel gennaio 2018, insieme al connazionale Vladimir Rodić già compagno di squadra ai tempi del Malmö, trovò l'accordo con il club per la rescissione contrattuale.

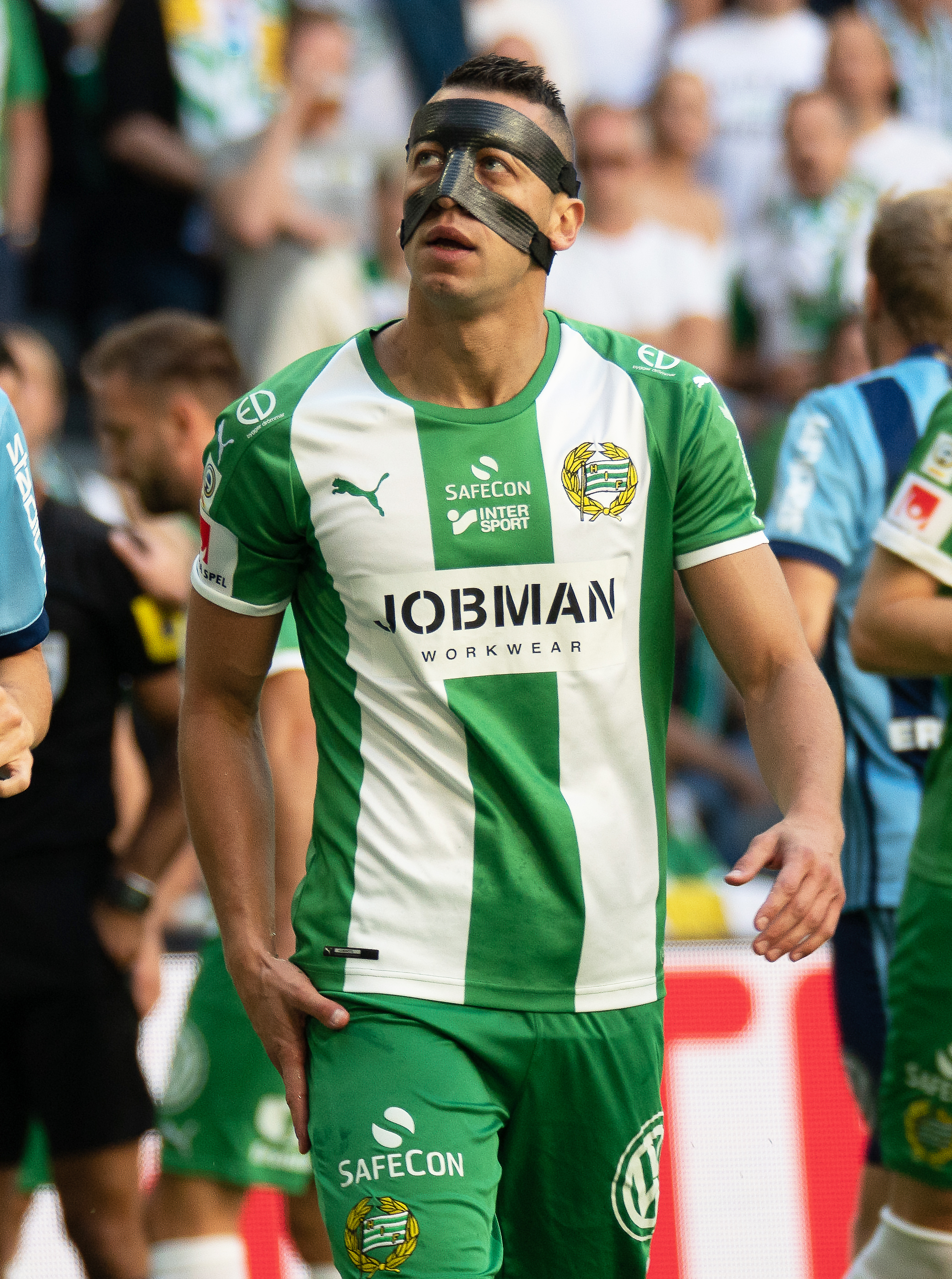
Nel 2018 all'Hammarby

Il 15 marzo 2018 venne presentato come nuovo giocatore dell'Hammarby, con un contratto di un anno con opzione per i successivi due, in occasione di una conferenza stampa che ufficializzò anche il ritorno in biancoverde di Erkan Zengin. Le sue reti, 13 a fine stagione, aiutarono l'Hammarby a lottare a tratti per il titolo, prima del calo generale di fine campionato che portò la squadra a chiudere al 4º posto in classifica. Nell'Allsvenskan 2019, Đurđić fece registrare lo stesso numero di presenze (27) e reti (13) del campionato precedente, con la squadra biancoverde che questa volta fu in lotta fino all'ultima giornata, centrando la qualificazione all'Europa League grazie al 3º posto finale. A fine anno fu premiato come miglior attaccante di quell'edizione del campionato.
Nel gennaio 2020, complice la sua stessa volontà, il trentatreenne Đurđić fu acquistato dai cinesi del Chengdu Better City, militanti nel secondo campionato nazionale. La stampa svedese riportò che il club asiatico avrebbe pagato circa 500.000 euro per rilevare il cartellino del giocatore.
Dopo una stagione in Cina (seguita da un breve prestito allo Zhejiang), Đurđić rescisse il contratto che lo legava al Chengdu per firmare nell'agosto 2021 un accordo di due anni e mezzo con il neopromosso Degerfors, tornando dunque a giocare nel campionato svedese di Allsvenskan a stagione in corso. Nella restante parte dell'Allsvenskan 2021 realizzò 2 reti in 11 presenze, così come segnò 2 gol anche l'anno seguente ma in 19 partite. Nella penultima giornata dell'Allsvenskan 2022 fu vittima di un grave infortunio al legamento crociato del ginocchio sinistro, incidente che gli face saltare anche l'intera Allsvenskan 2023 conclusasi, a livello di squadra, con la retrocessione. Il suo contratto in scadenza nel dicembre 2023 non venne rinnovato dalla dirigenza.

### Nazionale
Đurđić giocò cinque incontri con la maglia della Serbia under 21 nel 2007, segnando una rete.

## Statistiche

### Cronologia delle presenze in nazionale
| Cronologia completa delle presenze e delle reti in nazionale ― Serbia | Cronologia completa delle presenze e delle reti in nazionale ― Serbia | Cronologia completa delle presenze e delle reti in nazionale ― Serbia | Cronologia completa delle presenze e delle reti in nazionale ― Serbia | Cronologia completa delle presenze e delle reti in nazionale ― Serbia | Cronologia completa delle presenze e delle reti in nazionale ― Serbia | Cronologia completa delle presenze e delle reti in nazionale ― Serbia | Cronologia completa delle presenze e delle reti in nazionale ― Serbia |
| Data                                                                  | Città                                                                 | In casa                                                               | Risultato                                                             | Ospiti                                                                | Competizione                                                          | Reti                                                                  | Note                                                                  |
| --------------------------------------------------------------------- | --------------------------------------------------------------------- | --------------------------------------------------------------------- | --------------------------------------------------------------------- | --------------------------------------------------------------------- | --------------------------------------------------------------------- | --------------------------------------------------------------------- | --------------------------------------------------------------------- |
| 6-2-2013                                                              | Nicosia                                                               | Cipro                                                                 | 1 – 3                                                                 | Serbia                                                                | Amichevole                                                            | -                                                                     | 46’                                                                   |
| Totale                                                                |                                                                       | Presenze                                                              | 1                                                                     |                                                                       | Reti                                                                  | 0                                                                     |                                                                       |

## Palmarès

### Club
- Adeccoligaen: 1

Haugesund: 2009

### Individuale
- Miglior attaccante dell'Eliteserien: 1

2011